# 养罕
养罕（？—1495年），明朝也称其为小列秃王，清代译作阿喇哈青森（丞相，因蒙古达延汗时废除太师旧称故蒙古文史书多称其为丞相），是卫拉特蒙古绰罗斯部領袖，克舍之子。
1486年，克舍病故，养罕嗣位为太师。统辖绰罗斯部，拥兵七千，驻扎在巴里坤。次年，瓦剌养罕屡次攻掠赤斤、罕东诸卫。克舍之弟阿沙也自称太师，部落称为“大瓦剌”，养罕部落为“小列秃”（意为“小额鲁特”）。在达延汗与其子的压力下，养罕西迁，联合哈密忠顺王罕慎，对抗吐鲁番。他和叔父阿力古多合兵想要攻打甘肃，因为罕慎奏报明朝朝廷，于是不得志而退去。于是怀怨，掠夺哈密剌木城。后来和罕慎结亲，遣使和哈密的使臣一起到明朝奏请入贡。1491年，瓦剌太师入贡明朝的已经是火儿忽答孙（又作忽儿忽答孙/火儿忽倒温，也先长子），养罕不见于史。1495年，养罕应明朝甘肃巡抚许进的约请，联兵攻打吐鲁番速檀阿黑麻，率领部属和邻部四千人在乞台哈剌兀之地击败吐鲁番，但是中吐鲁番军流矢而死。
| 前任： 克舍 | 瓦剌绰罗斯部首领 1486年—1495年 | 繼任： 卜六 |